# General Aircraft Hotspur
General Aircraft Hotspur – lekki szybowiec transportowy General Aircraft Hotspur, którego prototyp opracowała w 1940 brytyjska firma General Aircraft Limited. Szybowiec otrzymał oznaczenie G.A.L.48 i nazwę Hotspur. 

## Geneza
Pierwotnie wymagania wobec szybowców transportowych zakładały ich dużą doskonałość aerodynamiczną (około 24), miały one być wyczepiane w odległości wielu kilometrów od celu i skrycie nadlatywać nad rejon operacji, tam z kolei żołnierze transportowani na pokładzie szybowca mieli go opuszczać na spadochronie. Zakładano, że szybowce będą holowane jeden za drugim na kształt pociągu powietrznego. Szybowiec Hotspur został zaopatrzony w zaczepy do holowania z przodu i z tyłu. 5 listopada 1940 roku oblatano wersję Hotspur Mk. I, wyprodukowano zaledwie 18 szybowców tej wersji a wiązało się to ze zmianą taktyki użycia szybowców transportowych na polu walki. Nowe wymagania zakładały holowanie szybowca aż do miejsca desantowania i po wyczepieniu możliwie szybkie lądowanie. Taka taktyka nie wymagała już od szybowców dużej doskonałości (około 10). Na podstawie nowych wymagań opracowano wersję Hotspur Mk. II. Szybowiec ten przystosowano do lądowania na przygodnych lądowiskach a jego użycie w odróżnieniu od poprzedniej wersji miało być wielorazowe. Dodano niewielkie drzwi w tylnej części kadłuba. Wyprodukowano 997 sztuk tej wersji szybowca. 

## Wersje
Obok wersji Mk. I. i Mk. II. wybudowano jeszcze wersje Mk. III., która różniła się od swojej poprzedniczki odmiennie zamocowanym zaczepem liny holowniczej, gdyż w wersji Mk. III. została przeniesiona na sam koniec nosowej części kadłuba. W tej wersji statecznik poziomy podparto zastrzałami. Ogółem przerobiono 50 szybowców Hotspur Mk. II. na wersję Mk. III. Ostatnią wersją szybowca był Twin Hotspur. W wersji tej zwiększono udźwig szybowca do 1600 kg. Wersja ta zbudowana była z dwóch skrzydeł zewnętrznych, dwóch usterzeń pionowych i dwóch kadłubów Hotspura połączonych środkowym skrzydłem i usterzeniem poziomym. Rozpiętość szybowca wzrosła do 17,5 m. Szybowiec transportował 14 żołnierzy i dwóch pilotów.

## Zastosowanie bojowe
Żadna z wersji szybowca nigdy nie została użyta w działaniach bojowych, stosowano je natomiast do treningu pilotów i załóg. Dzięki swoim małym rozmiarom mógł być holowany również przez samoloty jednosilnikowe.